# Célestine Galli-Marié

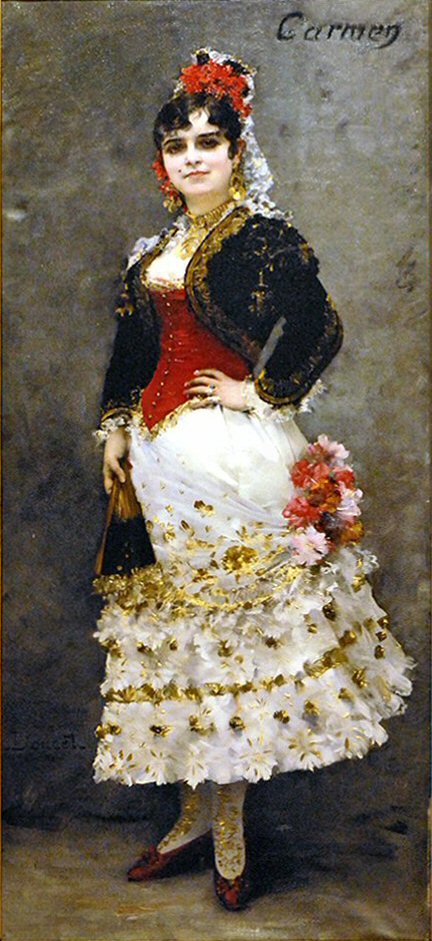
Madame Galli-Marié (Carmen), 1884, Ritratto di Henri-Lucien Doucet, Museo di belle arti di Marsiglia

Célestine Galli-Marié, nata Célestine Marié de l'Isle (Parigi, 15 marzo 1837 – Vence, 21 settembre 1905), è stata un mezzosoprano francese.

## Biografia
Figlia d'arte - suo padre, Félix Mécène Marié de l'Isle, era un rinomato tenore - a seguito delle sue nozze con lo scultore Galli, aggiunse il cognome del marito, restando famosa come Célestine Galli-Marié. 
Debuttò a Strasburgo, esibendosi successivamente a Tolosa. Al Teatro Nacional de São Carlos di Lisbona nel 1860 fu Maffio Orsini in Lucrezia Borgia, Marie ne La figlia del reggimento, Federica d'Ostheim in Luisa Miller, con Marietta Gazzaniga, e Climene in Saffo (Pacini) diretta da Pietro Antonio Coppola; interpretò Azucena ne Il trovatore e nel 1861 Rosina ne Il barbiere di Siviglia di Gioachino Rossini, Nancy-Julia in Martha ed Ulrica in Un ballo in maschera con Antonietta Fricci.
A Rouen realizzò la prima francese di La Bohémienne di Michael William Balfe, esperienza questa precedente all'ingaggio da parte di Émile Perrin per l'Opéra-Comique di Parigi nel 1862 come Zerline ne La serva padrona; nel 1863 cantò in Les amours du diable di Albert Grisar, nel 1864 fu Blandine nella prima assoluta di Le capitaine Henriot di Françoise-Auguste Gevaert e la comtesse Flor-Kaleel nella prima assoluta di Lara di Louis-Aimé Maillart. Nel 1866 fu Piccinina nella prima assoluta di Fior d'Aliza di Victor Massé e Diana Armero nella prima assoluta di José-Maria di Jules-Émile-David Cohen.
Minuta, con i capelli corvini e dotata di una voce calda e nitida, la Galli-Marié fu un vero e proprio animale da palcoscenico (una "gatta" come fu definita da un critico dell'epoca).
Il suo nome resterà per sempre legato a due ruoli immortali: la protagonista dell'opera di Thomas, Mignon, che ella interpretò nella prima esecuzione all'Opéra-Comique nel 1866 e nella centesima recita nel 1867 all'Opéra-Comique, e soprattutto, nove anni dopo, nel 1875, sempre all'Opéra-Comique, la protagonista della prima assoluta di Carmen di Georges Bizet. Sempre nel 1867 all'Opéra-Comique interpretò Vendredi nella prima assoluta di Robinson Crusoé di Jacques Offenbach e nel 1868 Rose Friquet in Les dragons de Villars di Maillart.
Nel 1869 fu Madeleine nella prima assoluta di Madeleine di Henri Potier nel Théâtre des Bouffes-Parisiens di Parigi e Rose Friquet in Les dragons de Villars nella cinquantesima recita all'Opéra-Comique e Fadette nella prima assoluta di La petite Fadette di Théophile Semet all'Opéra-Comique, nel 1870 Zerline nella centesima recita di La servante-maîtresse, nel 1872 cantò nella prima assoluta di Le passant di Émile Paladilhe, di Fantasio di Offenbach come protagonista e di Don César de Bazan di Jules Massenet come Lazarille con Paul Lhérie, nel 1873 César nella cinquecentesima recita di Les rendez-vous bourgeois di Nicolas Isouard all'Opéra-Comique, nel 1874 Taven/Andreloun in Mireille di Charles Gounod con Marie Caroline Miolan-Carvalho, nel 1875 Carmen e nel 1876 la protagonista della prima assoluta di Piccolino di Ernest Guiraud.
A seguito dell'esito sfortunato della prima di Carmen del 1875, dovuto principalmente al "moralismo" del pubblico parigino dell'epoca, la Galli-Marié si dedicò negli anni successivi ad un vero e proprio tour di propaganda attraverso i teatri di mezza Europa, fino a tornare in trionfo sul palcoscenico dell'Opéra-Comique, nel 1890, in una serata di gala finalizzata a raccogliere fondi per erigere un monumento allo sfortunato Bizet che non aveva potuto assistere al definitivo successo del suo capolavoro.